# 拉戈斯將軍市

拉哥斯將軍市（西班牙語：General Lagos），是智利的城市，位於該國北部阿里卡和帕里納科塔大區的帕里納科塔省，面積2,244.4平方公里，海拔高度4,093米，2012年人口625人，人口密度每平方公里0.28人。
17°52′S 69°35′W / 17.867°S 69.583°W